# Niederbuchsiten
Niederbuchsiten ist eine politische Gemeinde im Bezirk Gäu des Kantons Solothurn in der Schweiz.
Das Dorf zeichnet sich durch viele Bauernhäuser aus der Zeit des Dreissigjährigen Krieges aus. Vor 1934 befand sich an der Stelle der heutigen Pfarrkirche St. Nikolaus eine mit Wandmalereien verzierte Barockkirche, von der heute nur noch der Baumeisterstein von 1604 und der Empiretaufstein übrig sind.

## Wappen
Blasonierung
In Blau rotes schräglinks liegendes Buch mit gelbem Schnitt, darauf drei gelbe Äpfel
Buch und goldene Äpfel oder Kugeln verweisen auf den Kirchenpatron, den heiligen Nikolaus von Myra.

## Politik
Der Gemeindepräsident ist Markus Zeltner (Stand 2010).

## Wirtschaft
Der grösste Arbeitgeber des Ortes ist das Unternehmen Jura Elektroapparate AG mit gut 500 Mitarbeitern.

## Bevölkerung
| Bevölkerungsentwicklung | Bevölkerungsentwicklung |
| Jahr                    | Einwohner               |
| ----------------------- | ----------------------- |
| 1837                    | 355                     |
| 1850                    | 405                     |
| 1900                    | 438                     |
| 1950                    | 549                     |
| 2007                    | 970                     |

## Persönlichkeiten
- Adam Zeltner (1605–1653), Untervogt und Bauernführer

## Bilder

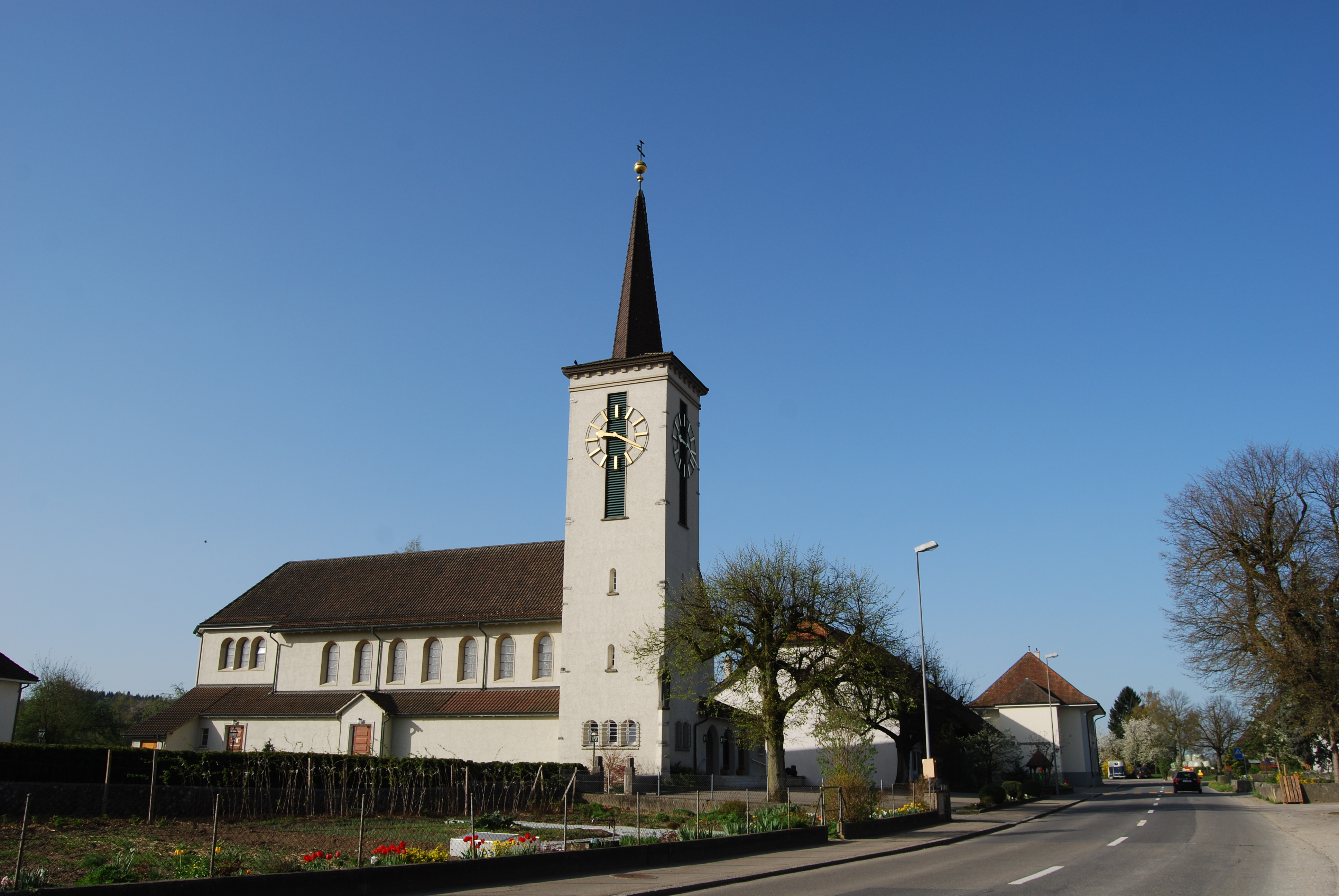
Kirche von Niederbuchsiten
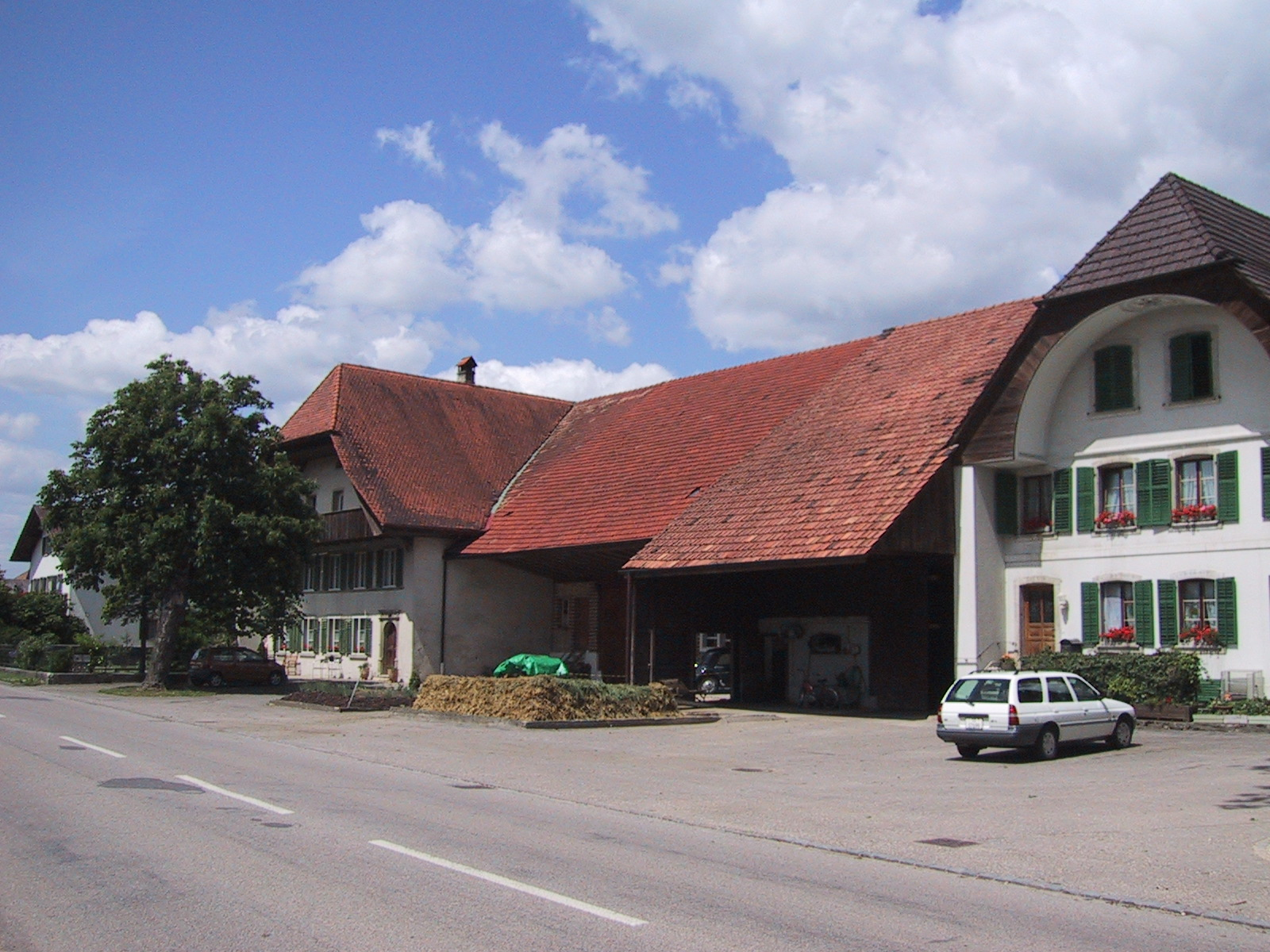
Niederbuchsiten
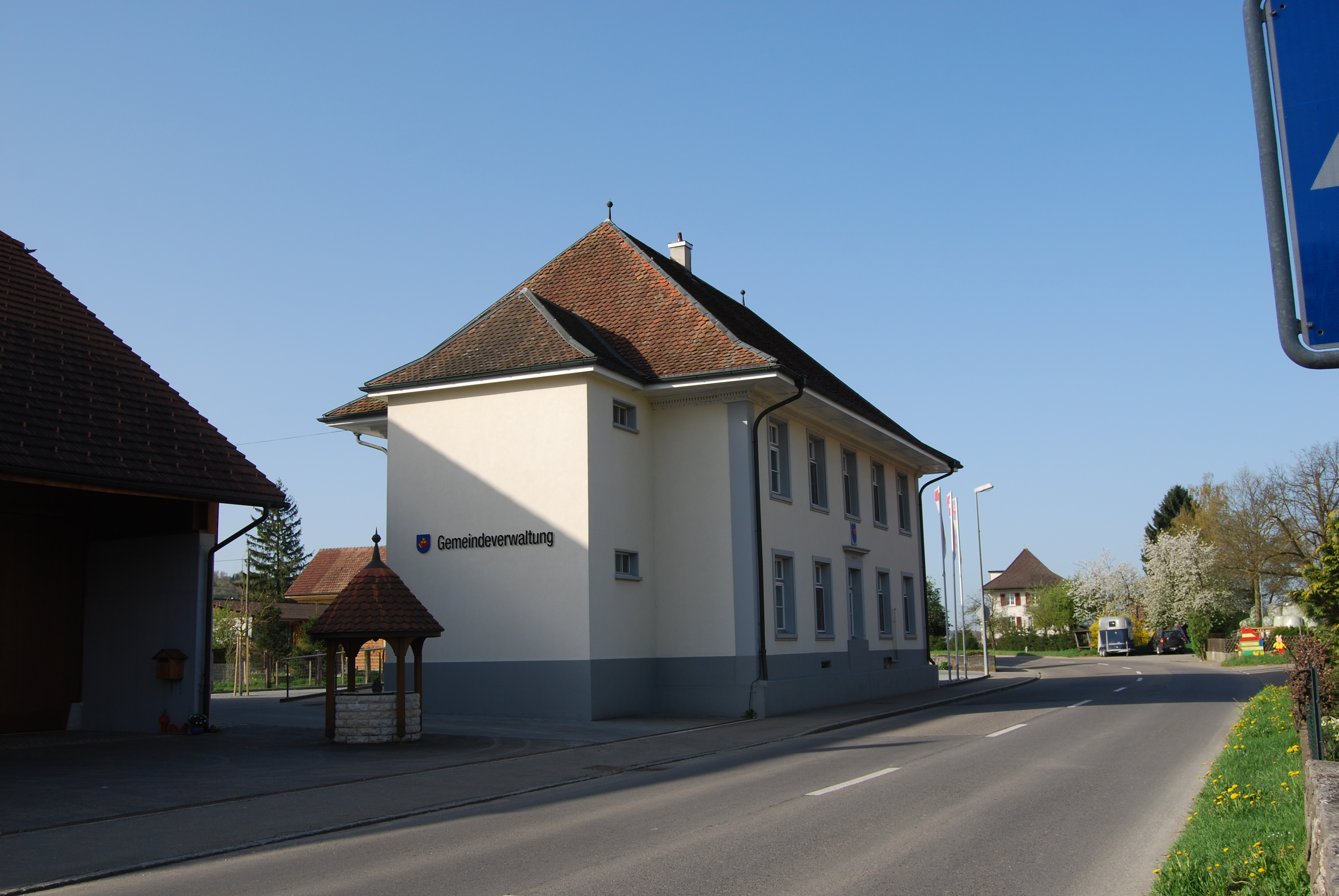
Gemeindehaus
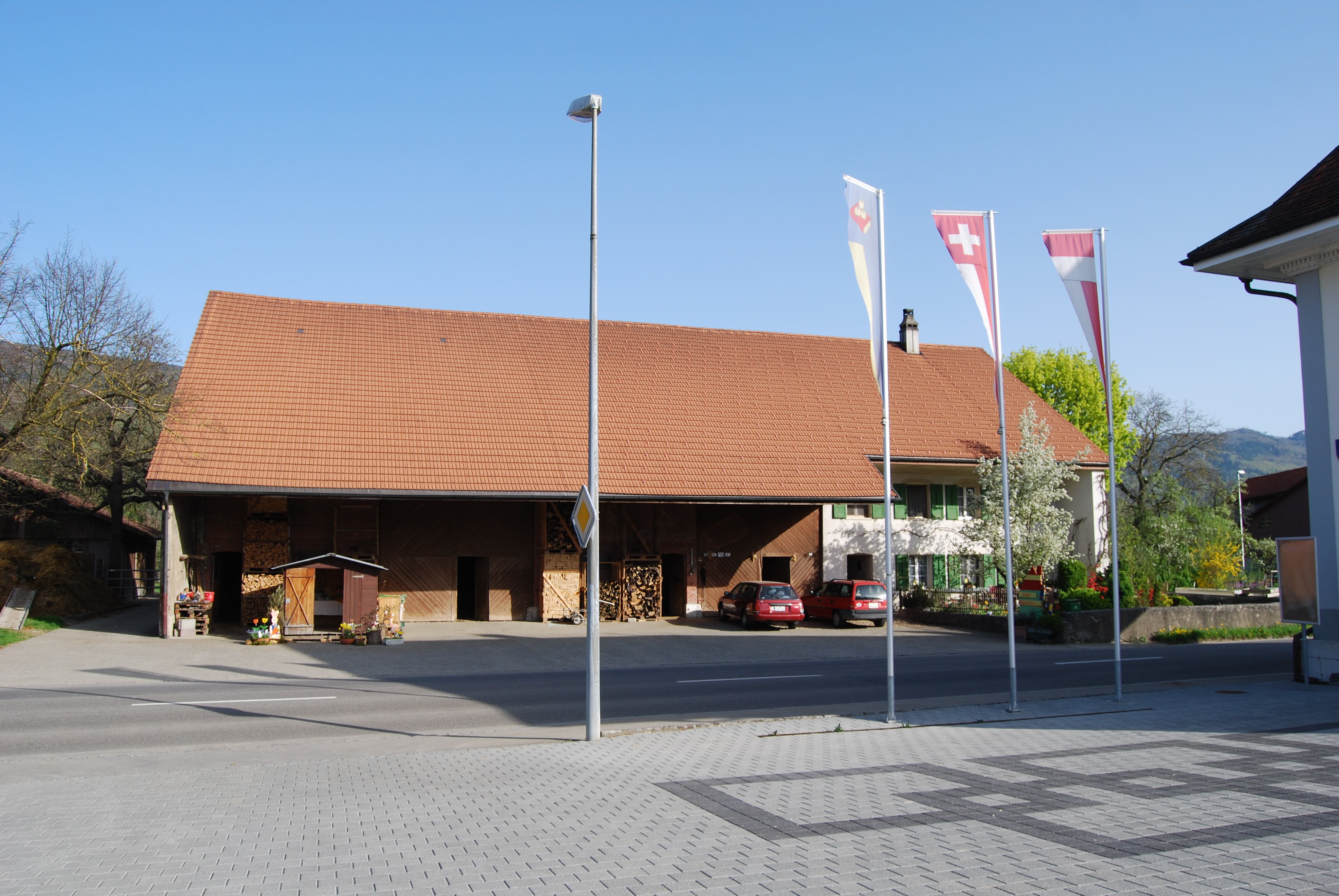
Bauernhaus